# Olympische Sommerspiele 1972/Fechten – Florett Mannschaft (Männer)
Der Mannschaftswettkampf im Florettfechten der Männer bei den Olympischen Spielen 1972 in München wurde am 1. und 2. September in den Fechthallen 1 und 2 auf dem Messegelände Theresienhöhe ausgetragen.

## Mannschaften
| BR Deutschland                                                                         | Frankreich                                                                       | Großbritannien                                                    | Großbritannien                                                      |
| -------------------------------------------------------------------------------------- | -------------------------------------------------------------------------------- | ----------------------------------------------------------------- | ------------------------------------------------------------------- |
| Klaus Reichert Friedrich Wessel Harald Hein Dieter Wellmann Erk Sens-Gorius            | Jean-Claude Magnan Daniel Revenu Christian Noël Gilles Berolatti Bernard Talvard | Michael Breckin Barry Paul Graham Paul Anthony Power Ian Single   | Michael Breckin Barry Paul Graham Paul Anthony Power Ian Single     |
| Italien                                                                                | Japan                                                                            | Kanada                                                            | Kuba                                                                |
| Alfredo Del Francia Nicola Granieri Carlo Montano Arcangelo Pinelli Stefano Simoncelli | Shiro Maruyama Masaya Fukuda Hiroshi Nakajima Kiyoshi Uehara Ichiro Serizawa     | Magdy Conyd Herbert Obst Gerry Wiedel Lester Wong                 | Evelio González Eduardo Jhons Jesús Gil Enrique Salvat Jorge Garbey |
| Libanon                                                                                | Polen                                                                            | Rumänien                                                          | Rumänien                                                            |
| Ali Chekr Yves Daniel Darricau Fawzi Merhi Ali Sleiman                                 | Witold Woyda Lech Koziejowski Jerzy Kaczmarek Marek Dąbrowski Arkadiusz Godel    | Iuliu Falb Ștefan Haukler Mihai Țiu Tănase Mureșanu Aurel Ștefan  | Iuliu Falb Ștefan Haukler Mihai Țiu Tănase Mureșanu Aurel Ștefan    |
| Sowjetunion                                                                            | Ungarn                                                                           | Vereinigte Staaten                                                | Vereinigte Staaten                                                  |
| Wladimir Denissow Anatoli Koteschew Wiktor Putjatin Leonid Romanow Wassyl Stankowytsch | Csaba Fenyvesi Jenő Kamuti László Kamuti István Marton Sándor Szabó              | Carl Borack Martin Davis Joseph Freeman John Nonna Tyrone Simmons | Carl Borack Martin Davis Joseph Freeman John Nonna Tyrone Simmons   |

## Ergebnisse

### Vorrunde

#### Pool 1
| Platz | Nation         | S | N | ET | GT |
| ----- | -------------- | - | - | -- | -- |
| 1     | BR Deutschland | 2 | 0 | 20 | 11 |
| 2     | Polen          | 1 | 1 | 18 | 13 |
| 3     | Italien        | 0 | 2 | 9  | 23 |

| Gefecht        | Gefecht | Ergebnis |
| -------------- | ------- | -------- |
| BR Deutschland | Polen   | 8:7      |
| BR Deutschland | Italien | 12:4     |
| Polen          | Italien | 11:5     |

#### Pool 2
| Platz | Nation         | S | N | ET | GT |
| ----- | -------------- | - | - | -- | -- |
| 1     | Frankreich     | 2 | 0 | 19 | 7  |
| 2     | Kuba           | 1 | 1 | 12 | 14 |
| 3     | Großbritannien | 0 | 2 | 11 | 21 |

| Gefecht    | Gefecht        | Ergebnis |
| ---------- | -------------- | -------- |
| Frankreich | Kuba           | 9:1      |
| Frankreich | Großbritannien | 10:6     |
| Kuba       | Großbritannien | 11:5     |

#### Pool 3
| Platz | Nation             | S | N | ET | GT |
| ----- | ------------------ | - | - | -- | -- |
| 1     | Japan              | 2 | 0 | 21 | 11 |
| 2     | Sowjetunion        | 1 | 1 | 19 | 13 |
| 3     | Vereinigte Staaten | 0 | 2 | 8  | 24 |

| Gefecht     | Gefecht            | Ergebnis |
| ----------- | ------------------ | -------- |
| Japan       | Sowjetunion        | 9:7      |
| Japan       | Vereinigte Staaten | 12:4     |
| Sowjetunion | Vereinigte Staaten | 12:4     |

#### Pool 4
| Platz | Nation   | S | N | ET | GT |
| ----- | -------- | - | - | -- | -- |
| 1     | Ungarn   | 3 | 0 | 29 | 13 |
| 2     | Rumänien | 2 | 1 | 32 | 15 |
| 3     | Libanon  | 0 | 2 | 10 | 22 |
| 4     | Kanada   | 0 | 2 | 3  | 24 |

| Gefecht  | Gefecht  | Ergebnis |
| -------- | -------- | -------- |
| Ungarn   | Rumänien | 8:7      |
| Ungarn   | Libanon  | 13:3     |
| Ungarn   | Kanada   | 13:3     |
| Rumänien | Libanon  | 9:7      |
| Rumänien | Kanada   | 16:0     |

### Finalrunde
|  | Viertelfinale  | Viertelfinale |             |        | Halbfinale      | Halbfinale |  |  | Finale | Finale |
|  |                |               |             |        |                 |            |  |  |        |        |
|  |                |               |             |        |                 |            |  |  |        |        |
|  | Frankreich     | 9             |             |        |                 |            |  |  |        |        |
|  | Frankreich     | 9             |             |        |                 |            |  |  |        |        |
|  | Rumänien       | 6             |             |        |                 |            |  |  |        |        |
|  | Rumänien       | 6             | Frankreich  | 6      |                 |            |  |  |        |        |
|  |                |               | Frankreich  | 6      |                 |            |  |  |        |        |
|  |                | Sowjetunion   | 9           |        |                 |            |  |  |        |        |
|  | BR Deutschland | Sowjetunion   | 9           | 6      |                 |            |  |  |        |        |
|  | BR Deutschland |               |             | 6      |                 |            |  |  |        |        |
|  | Sowjetunion    | 9             |             |        |                 |            |  |  |        |        |
|  |                |               | Sowjetunion | 5      |                 |            |  |  |        |        |
|  |                |               |             | Polen  | 9               |            |  |  |        |        |
|  | Japan          | 5             |             |        |                 |            |  |  |        |        |
|  | Polen          | 9             |             |        |                 |            |  |  |        |        |
|  | Polen          | 9             | Polen       | 8      |                 |            |  |  |        |        |
|  |                |               | Polen       | 8      | Duell um Bronze |            |  |  |        |        |
|  |                | Ungarn        | 7           |        |                 |            |  |  |        |        |
|  | Ungarn         | Ungarn        | 7           | 9      | Frankreich      | 9          |  |  |        |        |
|  | Ungarn         |               |             | 9      | Frankreich      | 9          |  |  |        |        |
|  | Kuba           | 6             |             | Ungarn | 7               |            |  |  |        |        |
|  | Kuba           | 6             |             |        | 7               |            |  |  |        |        |
|  |                |               |             |        |                 |            |  |  |        |        |

|  | Platzierungsrunde | Platzierungsrunde |                |       | Gefecht um Platz 5 | Gefecht um Platz 5 |
|  |                   |                   |                |       |                    |                    |
|  |                   |                   |                |       |                    |                    |
|  | Rumänien          | 3                 |                |       |                    |                    |
|  | BR Deutschland    | 9                 |                |       |                    |                    |
|  |                   |                   | BR Deutschland | 9     |                    |                    |
|  |                   |                   |                | Japan | 7                  |                    |
|  | Japan             | 9                 |                |       |                    |                    |
|  | Kuba              | 6                 |                |       |                    |                    |
|  |                   |                   |                |       |                    |                    |